# Aepyornis
Aepyornis es un género de aves estrutioniformes de la familia Aepyornithidae. Es uno de los dos géneros extintos de aves corredoras gigantes de Madagascar, conocidas como las aves elefantes. Estas aves eran las de mayor tamaño conocidas junto a la también extinta moa de Nueva Zelanda, con alturas de hasta 3 m y pesos superiores a los 500 kg. Se han encontrados huevos de hasta un metro de circunferencia.

## Etimología

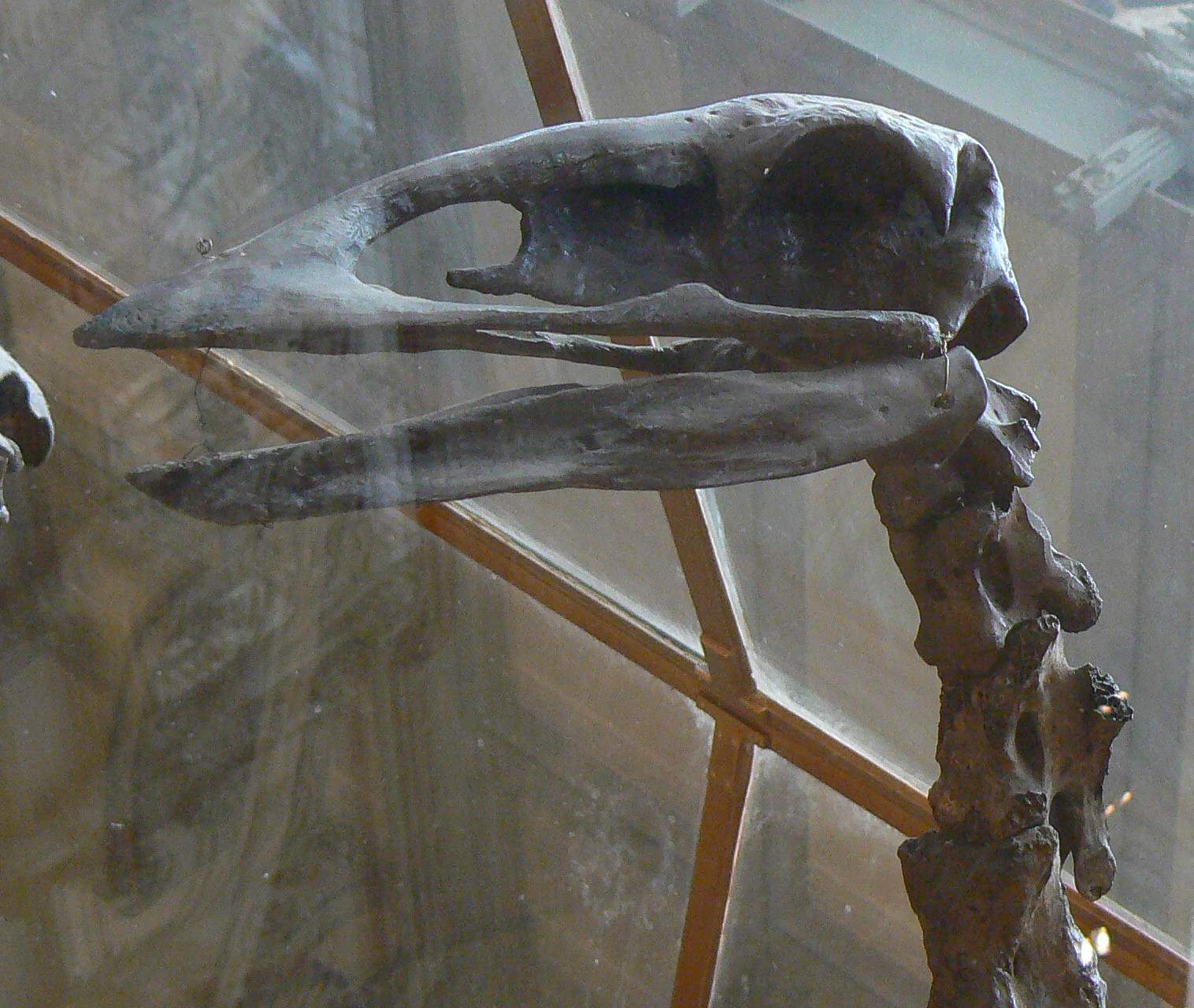
Cráneo de Aepyornis

Aepyornis maximus se conoce comúnmente como el "ave elefante", un término que al parecer se originó de la mítica ave roc por Marco Polo en 1298, a pesar de que aparentemente se refería a un águila lo suficientemente fuerte como para "levantar a un elefante con sus garras". Los avistamientos de huevos de estas aves por los primeros marineros también podría haber sido erróneamentes atribuidos a un ave rapaz gigante de Madagascar. La leyenda del roc también podría haberse originado de avistamientos de un águila gigante extinta relacionada con el águila coronada, que ha sido denominada científicamente Stephanoaetus mahery de Madagascar, siendo lo suficientemente grande como para cazar a los grandes primates de la isla.

## Descripción
Aepyornis, que era un ave gigante nativa de Madagascar, lleva extinguida al menos desde el siglo XVII. Aepyornis era el ave más grande del mundo, con 3 m de altura y un peso de cerca de media tonelada, 400 kg. Se han encontrado restos de adultos de Aepyornis y huevos que, en algunos casos, tienen una circunferencia de más de 1 m y una longitud de hasta 34 cm. El volumen del huevo es de aproximadamente ciento sesenta veces mayor que un huevo de gallina.
Al igual que el casuario, avestruz, ñandú, emú y el kiwi, Aepyornis era un ave que no podía volar y su esternón no tenía quilla.

## Reproducción

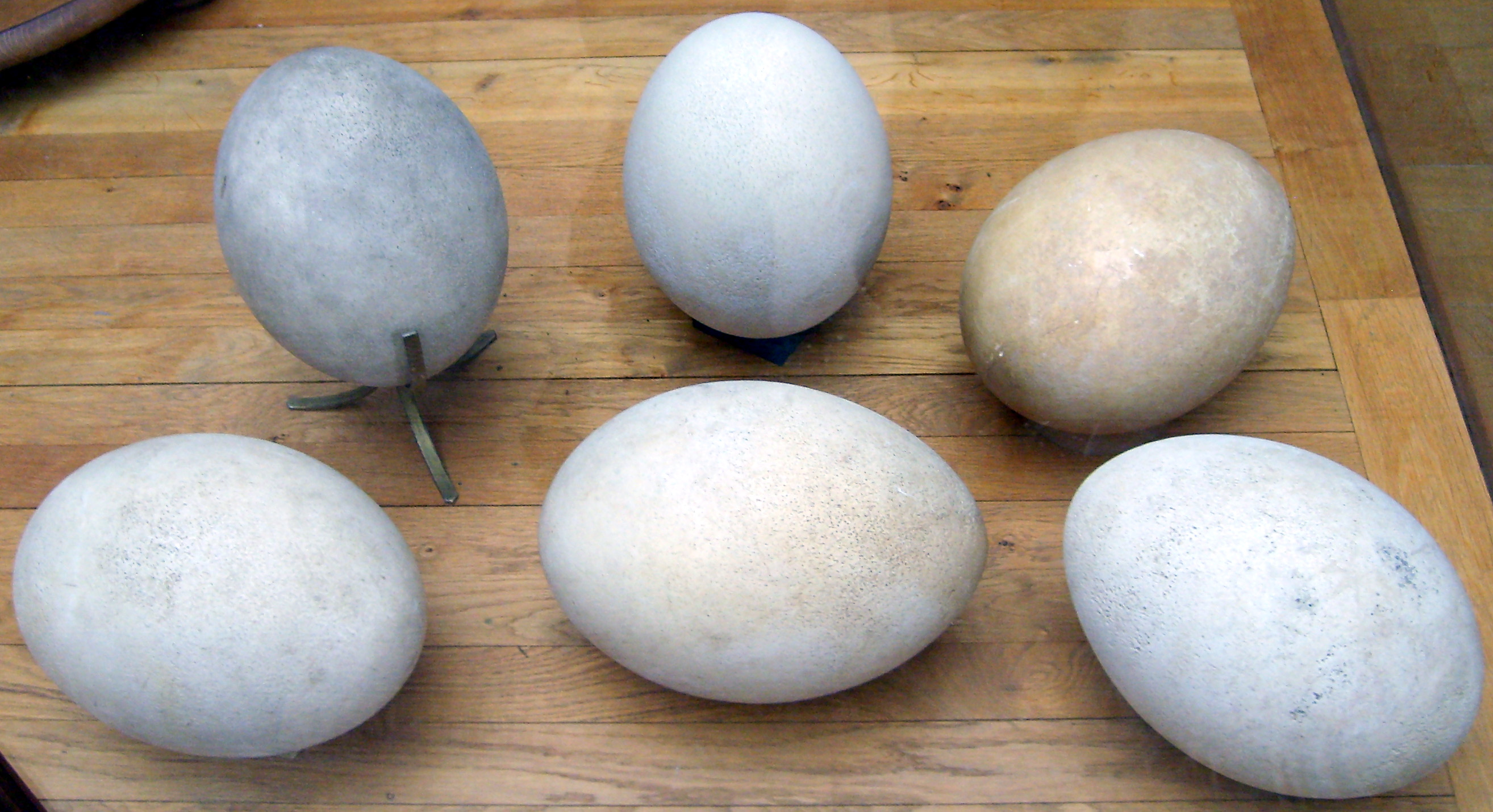
Huevos de Aepyornis, Museo Nacional de Historia Natural de Francia.

De vez en cuando los huevos fosilizados se encuentran intactos. La National Geographic Society de Washington posee un ejemplar de un huevo de Aepyornis que se le dio a Luis Marden en 1967. El espécimen está intacto y contiene un esqueleto embrionario del ave. Otro huevo gigante de Aepyornis está en exhibición en el Museo de Historia Natural de Harvard en Cambridge, MA. Un molde de huevo de Aepyornis se conserva en la Royal Academy of Arts de la Universidad de Londres. El presentador de la BBC David Attenborough posee una cáscara de huevo fosilizado casi completo, que él ensambló a partir de fragmentos que coleccionó en una visita a Madagascar.

## Especies
Según algunos autores, se considera la existencia de hasta cuatro especies dentro del género Aepyornis:
- Aepyornis hildebrandti
- Aepyornis gracilis
- Aepyornis medius
- Aepyornis maximus

Sin embargo, estudios posteriores reconocen una o dos especies:
- Aepyornis maximus
- Aepyornis hildebrandti